# Joël Frémiot
Pour les articles homonymes, voir Frémiot.
Joël Frémiot, né le 25 septembre 1947 à Paris, est un peintre et poète français. 

## Biographie
Joël Frémiot vit en Berry, dans l’Indre. Il est titulaire du diplôme national des beaux-arts. 
Il publie ses premiers poèmes aux éditions du Seuil en 1965. De 1966 à 1970, il expose  aux côtés des hypergraphistes (peintres lettristes). Il est membre cofondateur du groupe travail-art (1970-1973). Il participe à des expositions en compagnie du groupe Support/Surfaces (1973-1975). Durant cette période, il travaille sur des toiles libres de grandes dimensions où un motif composé d’éléments triangulaires vient barrer obliquement un fond coloré. Depuis les années 1980, il pratique une peinture dépouillée, austère, avec une palette réduite, un graphisme élémentaire, des outils traditionnels, mais avec le souci de renouveler les supports, tant dans leurs matières que dans leurs dimensions. Les œuvres actuelles prolongent cette préoccupation développée sur des formats plus réduits et des supports toujours plus diversifiés. une géométrie incertaine soutient ou cède sous l’ensemble des interventions graphiques et chromatiques. Une réflexion écrite accompagne sa démarche picturale. 
Parallèlement à son activité de peintre, il collabore à de nombreuses revues de poésie et d’art, ainsi qu’à des travaux d’édition.
Il a réalisé de nombreuses expositions personnelles depuis 1973, et participé à des expositions collectives, dont en 2009 « la chance de la lettre », en 2008 « la collection », artboretum, à Argenton-sur-Creuse[réf. nécessaire].

## Publications
Il a collaboré à diverses revues, dont ecbolade, cahier, contre - ordre, nervures, ici et là, ur, fomalhaut, txt, actuels, avant - quart, tafelronde, Le Pont de l'Épée, preuves, métamorphoses, triages, correspondances freudiennes, écrire, impasses, degrés, la métis, l'ollave préoccupations, textuerre, zéro limite, limon, boxon, slovo, le bout des bordes, fusées, rehauts.[réf. nécessaire]
Participation à des travaux d'édition avec : Jean de Breyne, Djamel Meskache, Pierre Courtaud, Patrick Laupin, Antoine Emaz, Jean-Gabriel Cosculluela, Alin Anseeuw, Daniel Leuwers, Gérald Castéras, Germain Roesz, Patricia Castex Menier, Alain Freixe, Michel Baggi, Solange Clouvel.
(éditions encrages & co, colorature, paroles d'aube, la séterée, tarabuste, le seuil, jacques brémond, galerie l’ollave préoccupations, elektramusic, ecbolade, a4 artboretum, le livre pauvre, poïein, la main courante, vincent rougier, lieux-dits, collodion, - 36° édition, propos / 2 éditions, les cahiers du museur).